# Município de Woodington (condado de Lenoir, Carolina do Norte)
O município de Woodington (em inglês: Woodington Township) é um localização localizado no  condado de Lenoir no estado estadounidense da Carolina do Norte. No ano 2010 tinha uma população de 2.089 habitantes.

## Geografia
O município de Woodington encontra-se localizado nas coordenadas 35° 10′ 37,59″ N, 77° 37′ 31,89″ O.